# Oleg Kutscherenko
Oleg Kutscherenko (ukr. Олег Миколайович Кучеренко / Ołeh Mykołajowycz Kuczerenko,  ros. Олег Николаевич Кучеренко / Oleg Nikołajewicz Kuczerienko; ur. 20 grudnia 1968 w Krasnym Łuczu) – radziecki i niemiecki zapaśnik w stylu klasycznym pochodzenia ukraińskiego.
Dwukrotny olimpijczyk. Złoty medalista z Barcelony 1992, dwunasty w Atlancie 1996. Rozpoczynał karierę w barwach ZSRR. Na Igrzyskach w Barcelonie reprezentował WNP. Od 1995 zawodnik Niemiec.
Siedmiokrotny uczestnik mistrzostw świata, dwukrotny złoty medalista w 1989 i 1990. Sześć razy brał udział w mistrzostwach Europy, zdobył trzy medale. Srebro w 1990, brąz w 1989 i 1995 roku. Pierwszy w Pucharze Świata w 1988. Wojskowy mistrz świata w 2000 i 2001, a drugi w 2003.
Mistrz ZSRR z 1989, drugi w 1987, trzeci w 1988. Drugi w mistrzostwach WNP w 1992 roku. Ośmiokrotny Mistrz Niemiec w latach 1997 - 2004.